# Harrison’s Cave
Harrison’s Cave – jaskinia krasowa na Barbadosie.
W Harrison’s Cave występuje bogata szata naciekowa oraz podziemna rzeka.